# Cathédrale Saint-François-d'Assise de Rhodes
La cathédrale Saint-François d'Assise (en grec moderne : Εκκλησία του Αγ. Φραγκίσκου της Ασίζης), également appelée cathédrale catholique de Rhodes, est une église catholique romaine située dans la ville de Rhodes, en Grèce. L'église est la cathédrale de l'archidiocèse catholique romain de Rhodes.

## Histoire
Le 20 septembre 1936, la première pierre fut posée en présence de l'archevêque Giovanni Castellani (en) et du gouverneur italien du Dodécanèse, Mario Lago (en). Les travaux de construction de l'église se sont terminés en 1939. En 1940, l'église fut dotée d'un orgue et enrichie de 14 bas-reliefs en terre cuite représentant le chemin de croix, du sculpteur Monteleone.
Les fresques sur les murs du chœur ont été peintes par Pietro Gaudenzi, également auteur des peintures des autels latéraux représentant respectivement l'Annonciation et Saint Maurice.